# Escut d'Ullastret
L'escut oficial d'Ullastret té el següent blasonament: "Escut caironat: de sinople, un ullastre d'or fruitat de sable ixent d'una faixa abaixada en forma de muralla de dues torres oberta d'argent. Per timbre, una corona de poble".
Va ser aprovat l'11 de febrer de 2014 i publicat al DOGC el 25 de febrer del mateix any amb el número 6569. Es tracta d'un escut de nova creació, ja que tradicionalment el municipi no ha fet servir cap senyal heràldic característic. Com a element identificador del poble s'ha utilitzat l'ullastre, que és un senyal parlant referent al nom de la localitat, mentre que la muralla al·ludeix al recinte ibèric d'Ullastret i a l'actual muralla, encara conservada, d'època medieval.

## Bandera
La bandera oficial d'Ullastret té la següent descripció: Bandera apaïsada, de proporcions dos d'alt per tres de llarg, verd fosc, amb la muralla maçonada, oberta i blanca de l'escut, d'alçària 13/47 de la del drap, posada a 1/6 de la vora inferior, amb les torres blanques d'una porta i dues finestres obertes de l'escut, d'alçària 18/47 de la del drap i amplària 1/6 de la llargària del drap, la primera posada a 1/15 de la vora de l'asta i la segona a 11/47 de la primera, i amb la porta oberta de la muralla d'amplada 1/6 de la llargària del drap centrada entre les dues torres; i amb l'ullastre groc fruitat de negre de l'escut, ixent centrat entre les torres, d'alçària 19/47 de la del drap i amplària 6/18 de la llargària del mateix drap. Va ser aprovada el 17 de desembre de 2018 i publicada al DOGC el 21 de desembre del mateix any amb el número 7773.